# Edward Prescott
Edward Christian Prescott (Glens Falls, 26 de dezembro de 1940 – 6 de novembro de 2022) foi um economista estadunidense.
Foi agraciado com o Prémio de Ciências Económicas em Memória de Alfred Nobel de 2004, por sua contribuição à macroeconomia dinâmica. Foi um crítico da ajuda financeira aos bancos.

## Prêmio Nobel
Prescott e Finn Kydland receberam o prêmio Nobel de economia com base em dois artigos de sua autoria. No primeiro artigo, escrito em 1977, "Rules Rather than Discretion: The inconsistency of optimal planning", Prescott e Kydland argumentam que o propósito e os objetivos do planejamento e da política econômica são desencadear uma resposta desejada da economia. No entanto, Prescott e Kydland perceberam que esses setores são formados por indivíduos, indivíduos que fazem suposições e previsões sobre o futuro. Como Prescott e Kydland afirmaram: "Mesmo que haja uma função objetiva social fixa e acordada e os formuladores de políticas conhecerem o momento e a magnitude dos efeitos de suas ações... a avaliação correta da posição final não resulta na maximização do objetivo social".
Além disso, Prescott e Kydland sentiram que os formuladores de políticas devido ao seu relacionamento com o governo sofriam de um problema de credibilidade. A razão para essa dinâmica é que o processo político é projetado para resolver problemas e beneficiar seus cidadãos hoje. Prescott e Kydland demonstraram isso com um exemplo simples, mas convincente. Neste exemplo, eles pegam uma área que se mostrou suscetível a inundações (uma planície de inundação) e o governo declarou que o "resultado socialmente ótimo" é não ter casas construídas naquela área e, portanto, o governo afirma que não fornecer proteção contra enchentes (barragens, diques e seguro contra enchentes) agentes racionais não viverão nessa área. No entanto, os agentes racionais são criaturas de planejamento antecipado e sabem que, se eles e outros construírem casas na planície de inundação, o governo que toma decisões com base nas situações atuais fornecerá proteção contra inundações no futuro. Embora Prescott nunca tenha usado essas palavras, ele estava descrevendo um risco moral.

O segundo artigo, escrito em 1982, "Time to Build and Aggregate Fluctuations", Prescott e Kydland argumentaram que as mudanças na oferta normalmente causadas por mudanças e melhorias na tecnologia eram responsáveis por "não apenas aumentos de longo prazo nos padrões de vida, mas também muitas das flutuações de prazo nos ciclos de negócios". Para estudar esta hipótese, Prescott estabeleceu um modelo para estudar a mudança na produção, investimento, consumo, produtividade do trabalho e emprego, entre o final da Segunda Guerra Mundial e 1980. Usando este modelo, os dois economistas foram capazes de correlacionar 70% da flutuação na produção às mudanças e ao crescimento da tecnologia. Sua principal contribuição, no entanto, foi a forma de modelar variáveis macroeconômicas com microfundamentos.